# Flottans sjömansskolors marsch
Flottans sjömansskolors marsch (Avanti), ofta felaktigt kallad Avanti per Patria, är en militärmarsch komponerad av Sam Rydberg. Marschen antogs av dåvarande Flottans sjömansskolor (föregångare till Karlskrona örlogsskolor) som förbandsmarsch 1942 och är numera Sjöstridsskolans marsch.

## Namnet
I många år har man framfört marschen under namnet Avanti per Patria, vilket är italienska och betyder "Framåt för fäderneslandet", detta är emellertid namnet på en helt annan marsch som också komponerades av Sam Rydberg men aldrig publicerades och på grund av diverse missförstånd har man spelat den under denna titel. Den egentliga titeln på marschen är det mycket snarlika namnet Avanti men huruvida detta bara var ett arbetsnamn eller inte är ej klarlagt.